# Chronologia (Gerhard Mercator)

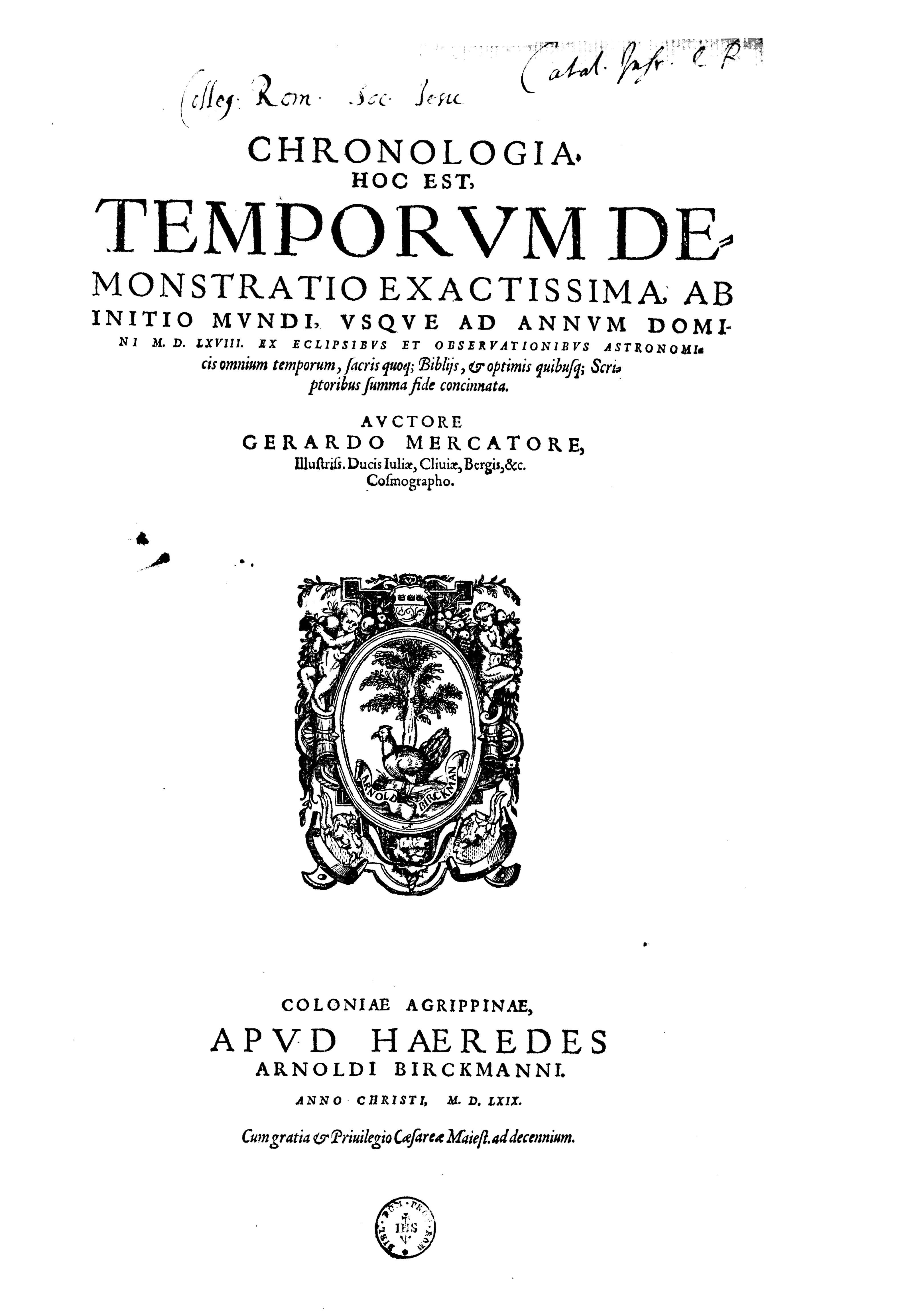
Titelseite der ersten Auflage von Mercators Chronologia

Die Chronologia (Volltitel Chronologia. Hoc est temporum demonstratio exactissima, ab initio mundi usque ad annum domini MDLXVIII ex eclipsibus et observationibus astronomicis) ist ein Geschichtswerk des Gerhard Mercator, das 1569 erstmals erschien. Das Buch beeinflusste zahlreiche Chronologien des 16. Jahrhunderts.

## Geschichte
Die Chronologia war das erste größere Schriftwerk des eigentlich vor allem als Kartografen tätigen Gerhard Mercator, sieht man von einer Vorlesungsreihe ab, die 1563 allerdings durch den Sohn Bartholomäus herausgegeben worden war. Die Schrift erschien im gleichen Jahr wie die Weltkarte mit den wachsenden Breiten, die zu Mercators Hauptwerken gezählt wird. Zusammen mit ihr gab Mercator den Text auf der Frankfurter Herbstmesse heraus. Erschienen war das Werk bei der Kölner Druckerei und Verlagsbuchhandlung Birckmann.
Insgesamt hatte er vier Jahre lang an dem Text gearbeitet. Das Werk wurde ein großer Erfolg und erhielt bereits 1577 eine zweite Auflage. Wie bereits bei vielen seiner Kartenwerke geübt, kombinierte Mercator im Text Angaben antiker Autoritäten mit solchen zeitgenössischer Autoren. Insgesamt griff der Kartograf beim Verfassen auf 123 Quellen zurück, die er in einer alphabetischen Liste nachwies.
Obwohl Mercators Chronologia sich im Aufbau eng an die mittelalterlichen Chroniken anlehnte, so wurden Parallelen mit der Chronik des Frutolf von Michelsberg aus dem 11. Jahrhundert festgestellt, war die Arbeit doch modern. Immer wieder griff er auch auf die naturwissenschaftlichen Erkenntnisse der Zeit zurück. Die Rezeption der Chronologia sieht sie dann auch als Vorläuferin der 1595 erschienenen Schrift „De emendatione temporum“ des Joseph Justus Scaliger.

## Inhalt
Der von Gerhard Mercator verfasste Teil der Chronologia wird von einem Gedicht eingeleitet, das der Freund des Kartografen, der Jurist Jean Matal, schrieb. Im Gedicht werden die Verdienste Mercators gelobt. Die eigentliche Einleitung des Haupttextes übernimmt ein Vorwort von Mercator selbst. Darin beschreibt sich der Autor als guten Bürger, der mit dem Werk lediglich seine Bürgerpflichten zu erfüllen suche.
Das Werk selbst besteht aus mehreren, teilweise sehr unterschiedlich gestalteten, Textabschnitten. Neben zahlreichen Indices wurden drei Kapitel über die Kosmographie aufgenommen. Erstmals stellte Mercator hier seine Vorstellungen einer allumfassenden Darstellung des Kosmos vor. Wie der 1595 posthum herausgegebene Atlas sollte eine solche Kosmographie fünf Teile umfassen: Die Erschaffung der Welt, die Beschreibung des Himmels, sowie die Beschreibung der Länder und der Meere in drei Teilen. Die letzten drei Teile sollten die moderne Geographie ebenso umfassen, wie die Karten des Ptolemäus und anderer antiker Autoritäten. Ergänzt sollte eine Kosmographie nach diesem Leitbild um eine Genealogie und eine politische Geschichte mit einer Chronologie werden. 1592 ergänzte Mercator sein geplantes Opus magnum um die Evangelienharmonie.
Neben solchen Ideen enthielt die Chronologia weitere drei Kapitel zu Leben und Passion Christi („Demonstrationis temporum“, „Annis Praedicationis Christi“, „De Tempore Passionis Domini“). Den Hauptteil nimmt aber die namensgebende Chronologie ein. Auf insgesamt 341 Seiten werden biblische, politische, kulturelle und wirtschaftliche Ereignisse aufgezählt. Beginnend in der Antike wird die Erzählung bis ins 16. Jahrhundert weitergeführt.
Neben der reinen Ereignisgeschichte ergänzte der Naturwissenschaftler Mercator sein Werk auch um Tafeln zu Sonnen- und Mondfinsternissen. Außerdem griff er auf die Berechnungsmethode des Computus für das jährlich wechselnde Datum des Osterfestes zurück.

## Exemplare
Von der Chronologia haben sich aufgrund ihres großen Erfolges mehrere Exemplare verschiedener Auflagen erhalten. Unter anderem werden Ausgaben in der Universitätsbibliothek Utrecht, im Kultur- und Stadthistorischen Museum Duisburg, im Cercle archéologique du Pays de Waes, Saint-Nicolas, Belgien, in der Bibliothek der Nationalen I.-I.-Metschnikow-Universität Odessa, der Bayerischen Staatsbibliothek München und der Bibliothek der Universität València bewahrt.